# Flecha Valona 1963
La Flecha Valona 1963 se disputó el 6 de mayo de 1963, y supuso la edición número 27 de la carrera. El ganador fue el francés Raymond Poulidor. Los holandeses Jan Janssen y Peter Post fueron segundo y tercero respectivamente.  

## Clasificación final
| Pos. | Ciclista              | Equipo                   | Tiempo   |
| ---- | --------------------- | ------------------------ | -------- |
| 1    | Raymond Poulidor      | Mercier-Hutchinson-BP    | 6h08'39" |
| 2    | Jan Janssen           | Pelforth-Sauvage-Lejeune | a 11"    |
| 3    | Peter Post            | Dr. Mann                 | m.t.     |
| 4    | Georges Vanconingsloo | Solo-Terrot-Englebert    | m.t.     |
| 5    | Willy Bocklant        | Faema-Flandria           | a 13"    |
| 6    | Pino Cerami           | Peugeot-BP               | m.t.     |
| 7    | Clément Roman         | Faema-Flandria           | m.t.     |
| 8    | Armand Desmet         | Faema-Flandria           | m.t.     |
| 9    | Willy Vanden Berghen  | Mercier-Hutchinson-BP    | a 18"    |
| 10   | Tom Simpson           | Peugeot-BP               | a 23"    |